# Oryctodromeus
Oryctodromeus cubicularis
Genre
Espèce
Oryctodromeus est un genre de dinosaure ornithischien du Crétacé retrouvé au Montana et en Idaho, États-Unis. L'espèce type, Oryctodromeus cubicularis, a été nommée et décrite par David J. Varricchio et al. en 2007.

## Présentation
Le genre est basé sur des restes retrouvés dans la formation géologique de Blackleaf (en) au Montana ainsi que dans la formation de Wayan (en) en Idaho, dans des strates datées du Cénomanien. L'holotype, MOR 1636a, est constitué d'un squelette partiel retrouvé dans la formation Blackleaf.
D'après une analyse cladistique, Oryctodromeus serait à la base des Euornithopoda. Le genre se rapproche d'Orodromeus et de Zephyrosaurus.